# Juan José Caballero Rodríguez
Juan José Caballero Rodríguez OMI (* 5. März 1912 in Fuenlabrada; † 28. November 1936 in Paracuellos de Jarama) war ein spanischer Oblate der Makellosen Jungfrau Maria.
Am 15. August 1930 legte er seine ersten Gelübde in der Gemeinschaft der Oblaten ab. Am 25. Februar 1936 konnte er seine Ewigen Gelübde ablegen. Am 28. Oktober 1936 wurde er im Zuge des Spanischen Bürgerkriegs inhaftiert und am 28. November desselben Jahres zusammen mit zwölf seiner Mitbrüder hingerichtet.
Die Seligsprechung der 22 spanischen Märtyrer der Oblaten, darunter auch Juan José Caballero Rodríguez, erfolgte am 17. Dezember 2011 in der Kathedrale von Madrid.